# Hohatzenheim
Hohatzenheim è un comune francese di 209 abitanti situato nel dipartimento del Basso Reno nella regione del Grand Est.

## Società

### Evoluzione demografica
Abitanti censiti